# ECO-Klasse
Die ECO-Klasse ist eine Klasse von Produktentankern für den US-amerikanischen Markt mit einer Tragfähigkeit von rund 49.000 Tonnen. Da die Schiffe für den vor internationalem Wettbewerb geschützten, amerikanischen Inlandsmarkt vorgesehen sind („Jones Act“-Schiffe), wurden sie bei der amerikanischen NASSCO-Werft in San Diego gebaut.

## Geschichte
Im Mai 2013 bestellte American Petroleum Tankers (APT), eine Tochtergesellschaft von Kinder Morgan, vier Schiffe der ECO-Klasse bei General Dynamics NASSCO. Im Juni 2014 bestellte American Petroleum Tankers ein fünftes Schiff der Klasse. Drei weitere Schiffe wurden von SEA-Vista, einem Gemeinschaftsunternehmen der SEACOR Holdings und Avista Capital Partners, bestellt.
Die Schiffe wurden 2014 bis 2017 gebaut. Die APT-Einheiten werden von Intrepid Ship Management aus Jacksonville, die SEA-Vista-Schiffe von Seabulk Tankers aus Fort Lauderdale bereedert.

## Technik
Das Design stammt von DSEC.
Die 13 Ladetanks haben ein Rauminhalt von 52.475,5 m3, sie können bei voller Abladung mit 50.154 m3 befüllt werden.
Die Schiffe sind mit einem langsamlaufenden Zweitakt-Dieselmotor von MAN (Typ: 6G50ME-B) mit 7.700 kW Leistung ausgestattet, der in Lizenz durch den koreanischen Hersteller Doosan gebaut wurde. Der Antrieb des Schiffes kann auf den Betrieb mit LNG umgerüstet werden. Für die Stromerzeugung stehen drei Generatorsätze, die von Duel-Fuel-Motoren mit 1.240 kW Leistung angetrieben werden, zur Verfügung.
Die Schiffe genügen auch den neuen Anforderungen zur Ballastwasser-Behandlung.

## Die Schiffe
| ECO-Klasse      | ECO-Klasse | ECO-Klasse | ECO-Klasse                                          | ECO-Klasse                 |
| Bauname         | Baunummer  | IMO-Nummer | Kiellegung Stapellauf Ablieferung                   | Umbenennungen und Verbleib |
| --------------- | ---------- | ---------- | --------------------------------------------------- | -------------------------- |
| Lone Star State | 551        | 9697985    | 31. Oktober 2014 9. September 2015 4. Dezember 2015 | -                          |
| Independence    | 552        | 9710191    | 12. Februar 2015 12. Dezember 2015 28. April 2016   | -                          |
| Magnolia State  | 553        | 9697997    | 20. Februar 2015 19. Mai 2016                       | -                          |
| Garden State    | 554        | 9698006    | 30. Juni 2015 7. Mai 2016 25. Juli 2016             | -                          |
| Bay State       | 555        | 9698018    | 4. August 2015 16. Juli 2016 26. September 2016     | -                          |
| Constitution    | 556        | 9710206    | 30. September 2015 27. August 2016 8. November 2016 | 2019: California Voyager   |
| Liberty         | 557        | 9719886    | 18. Dezember 2015 10. Dezember 2016 1. März 2017    | 2017: Texas Voyager        |
| Palmetto State  | 558        | 9747584    | 18. Dezember 2015 25. März 2017 7. Juni 2017        | 2022: Utah Voyager         |